# Dialetto mosellano
Il dialetto mosellano (in mosellano: Muselesch; in tedesco: Moselisch), o più correttamente francone mosellano (in mosellano: Muselfränkesch; in tedesco: Moselfränkisch), è una varietà medio-francone del gruppo tedesco centrale occidentale dell'alto tedesco. Viene parlato grossomodo lungo la valle della Mosella, principalmente in Germania (in Renania-Palatinato, nel nord-ovest della Saarland e in Vestfalia) e in Lussemburgo (dove una sua variante è lingua ufficiale col nome di lussemburghese), con alcune propaggini in Belgio e in Francia.

## Dialetti del gruppo mosellano
La "Linguasphere Register" (1999/2000, pag.430) individua cinque dialetti nel gruppo mosellano:
- Trevirano (Trierisch) (Renania-Palatinato)
- Eifelisch (Renania-Palatinato)
- Untermosellanisch (Renania-Palatinato)
- West-Westerwäldisch (Renania-Palatinato)
- Siegerländisch (Nordrhein-Vestfalia)

Con il mosellano sono imparentati il francone del reno (rheinfränkisch) ed il ripuario (ripuarisch), così come il lussemburghese (Luxemburgisch o Lëtzebuergesch) e la lingua sassone di Transilvania (Siebenbürgisch-Sächsisch).
I dialetti possono in certi casi (parole, sintassi, accento) variare da villaggio a villaggio. Come ad esempio la variante parlata a Treviri (Trier).
Anche il Siebenbürgisch-Sächsisch, parlato in Transilvania (Romania), è molto simile al mosellano, in quanto i tedeschi di questa regione provenivano originariamente proprio dalla zona della Mosella.